# FKA twigs
Та́лия Де́бретт Ба́рнетт (англ. Tahliah Debrett Barnett; род. 17 января 1988, Челтнем, Глостершир, Англия), профессионально известная как FKA twigs (читается как «Эф-Кей-Эй твигс») — британская певица, автор песен и танцовщица. Стала бэк-танцовщицей после переезда в Лондон в возрасте 17 лет, а её музыкальный дебют состоялся с мини-альбомом EP1 (2012).
Дебютный студийный альбом певицы, LP1, был выпущен в 2014 году и достиг 16-й позиции в рейтинге UK Albums Chart и 30-й — в US Billboard 200. Позже его номинировали на премию Mercury Prize. В 2015 году Барнетт выпустила мини-альбом M3LL155X. В 2019-м, после четырёхлетнего перерыва, она выпустила свой второй студийный альбом Magdalene. После подписания на Atlantic Records певица выпустила микстейп Caprisongs (2022). Её дискография была предметом неизменного признания критиков, а её музыка была описана как «жанроизгибающая», основанная на различных жанрах, таких как электронная музыка, трип-хоп, R&B и авангард,

## Ранние годы
Талия Дебретт Барнетт родилась и выросла в Челтнеме, Глостершир. Её мать — англичанка частично испанского происхождения, некогда занимавшаяся танцами и гимнастикой, а её отец — ямаец, музыкант. Талию воспитывали мать и отчим, «фанатик джаза», и она не виделась с отцом, пока ей не исполнилось 18. Барнетт выросла в графстве Глостершир, которое сама охарактеризовала как «что-то вроде у чёрта на рогах». Она училась в школе Святого Эдуарда в Челтнеме, частной католической школе для мальчиков и девочек в возрасте от 11 до 18 лет. Её обучение в школе финансировалось за счёт академической стипендии. С юных лет она брала уроки оперы и балета и принимала участие в нескольких постановках школы Святого Эдуарда.
В 16 лет Барнетт начала заниматься музыкой в молодёжных клубах. В 17 лет она переехала в Южный Лондон, чтобы заниматься карьерой танцовщицы, где также посещала школу BRIT. Сместив свой фокус с танцев на музыку, Талия перешла из школы BRIT в колледж Croydon, чтобы получить образование в области изящных искусств. Она работала как девушка из подтанцовки в музыкальных видео таких артистов, как Кайли Миноуг, План Би, Эд Ширан, Тайо Крус, Дионн Бромфилд, Джесси Джей и Ретч 32. Барнетт была в подтанцовке у Джесси Джей в её видео «Do It Like a Dude» 2010 года и «Price Tag» 2011 года. Она также появилась в видео Дионн Бромфилд «Yeah Right». В 2011 году она снялась в двухминутном комедийном скетче «Би-би-си» под названием «Beyonce Wants Groceries» (с англ. — «Бейонсе нужны продукты»), в котором выступала в подтанцовке в супермаркете. В 18 лет Барнетт начала работать с местными лондонскими продюсерами в попытке найти «свой звук». Примерно в это же время она написала песню «I’m Your Doll». В конечном итоге она создала множество «очень плохих демок». Какое-то время она работала хостес в стрип-клубе, а также периодически пела в ночном клубе и кабаре The Box.

## Карьера

### 2012—2013: Начало карьеры
В августе 2012 года Барнетт снялась для обложки журнала i-D. В качестве сценического имени она выбрала своё давнее прозвище twigs (с англ. — «веточки»), данное ей за то, как хрустят её суставы: «так громко и быстро, что это звучит, будто мешок с марблами рассыпается на деревянный пол». Она добавила к своему имени инициализм FKA, когда группа под названием The Twigs — сёстры-близнецы, активные и записывающиеся с 1994 года, — попросила её сменить сценическое имя. Некоторое количество источников утверждало, что «FKA» означает «Formerly Known As» (с англ. — «Ранее известная как»), но сама Барнетт в нескольких своих интервью проговорила, что буквы ничего конкретного не означают: «Это просто набор букв. Я собиралась назваться как-то вроде FK1 twigs… или AFK twigs… Я просто хотела набор букв, которые звучали бы маскулинно и сильно. FKA просто работает. Никакого значения нет, это просто заглавные буквы».
Барнетт самостоятельно выпустила свой музыкальный дебют, EP1, на платформе Bandcamp 4 декабря 2012 года. На своём YouTube-канале она разместила видеосопровождение для каждой песни. В августе 2013 года она выпустила видеоклип на свой первый сингл под названием «Water Me», режиссёром которого выступил Джесси Канда. В том же месяце газета The Guardian представила Барнетт в своей рубрике «New Band of the Day» (с англ. — «Новая группа дня»), назвав её «лучшим на сегодняшний день образцом эфирного и закрученного R&B в Великобритании». Второй мини-альбом Барнетт, EP2, был выпущен через лейбл Young Turks в сентябре. Его спродюсировали Барнетт и Арка. Журнал Pitchfork оценил EP2 на 8/10. В декабре она была номинирована на премию «Би-би-си» Sound of 2014 (с англ. — «Звук 2014 года») и выбрана стриминг-сервисом Spotify для его редакционного списка Spotlight on 2014. Затем Барнетт была включена в список Billboard 14 Artists to Watch in 2014 (с англ. — «14 артистов, за которыми стоит следить в 2014 году»).

### 2014—2017:LP1иM3LL155X

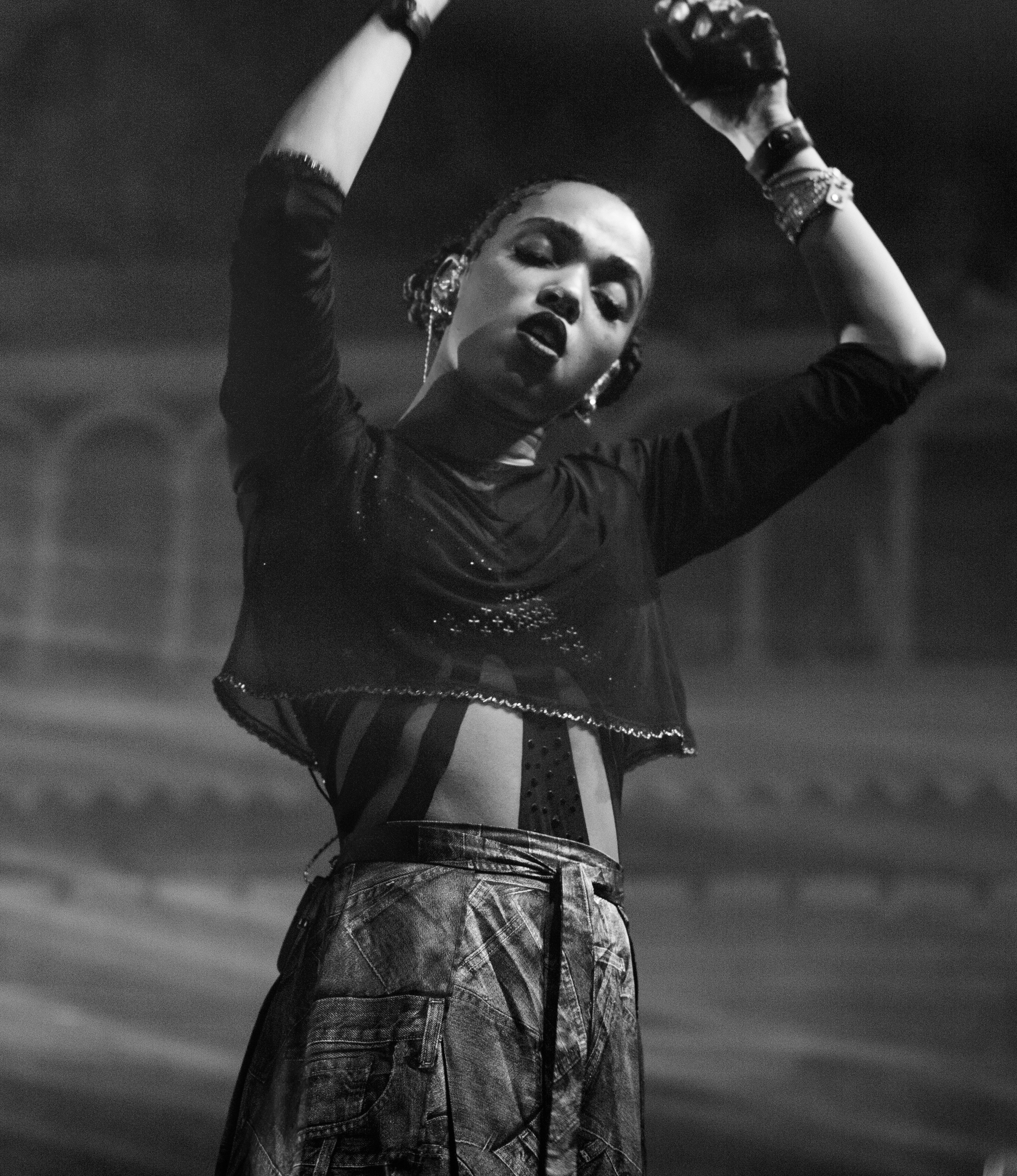
Выступление Барнетт в Амстердаме в марте 2015 года

В апреле 2014-го Твигс появилась на обложке 91-го выпуска The Fader. Она начала писать тексты для своего первого студийного альбома в период «самоненависти», что считает «вполне нормальным» для молодого человека. 24 июня она выпустила «Two Weeks» — лид-сингл своего грядущего альбома вместе с видеоклипом. Затем она сняла музыкальный видеоклип на песню «Ouch Ouch» рэпера Lucki Eck$, а также снялась в нём. К тому же она и спродюсировала эту композицию. Второй сингл, «Pendulum», вышел 29 июля.
Дебютный альбом Твигс под названием LP1 был выпущен в августе 2014 года лейблом Young Turks. LP1 заполучил широкое признание критиков и занял первые места в нескольких списках критиков с подведением годовых итогов. Журнал Time дал альбому положительную оценку, заявив, что Барнетт «сделала этот переход к одному из самых убедительных и комплексных артистов в R&B», а позже, как и другой журнал Clash, назвал LP1 альбомом года № 1. Затем певица объявила о мировом турне, начинающемся 2 октября в The Dome в Брайтоне, Восточный Суссекс, и завершающемся 3 декабря в The Social в Орландо, Флорида. В том же августе Барнетт подписала контракт с лондонской продюсерской компанией Academy Films и стала частью их ростера A+. 20 августа она загрузила на свой YouTube-канал три видео, которые сама срежиссировала: видео под названием «Wet Wipez», в котором снялась одноимённая лондонская танцевальная команда; видео под названием «tw-ache», представляющее собой ремикс на песню «Ache» с EP1; и видео на трек Lucki Eck$ «Ouch Ouch», который она также спродюсировала.
В сентябре LP1 был объявлен одним из номинантов на премию Mercury Prize 2014 года. В том же месяце Барнетт выступила на «Би-би-си» в программе «Позже… с Джулсом Холландом». В октябре были выпущены «Video Girl», третий и последний сингл альбома LP1, за которым через несколько дней последовало одноимённое музыкальное видео, а также снятая Барнетт реклама «умных» очков Google Glass. 4 ноября певица дебютировала на американском телевидении в программе «Вечернее шоу с Джимми Фэллоном».
7 ноября 2014 года продюсер Бутс объявил, что работает с Барнетт над её третьим мини-альбомом. Видео на «Glass & Patron», первую песню с этого EP, было размещено на её YouTube-канале 23 марта 2015 года; его срежиссировала Барнетт. В феврале 2015 года она провела Congregata — театральное «сближение» и хореографическое представление, визуализирующее «историю [её] жизни в период создания этого альбома» в Roundhouse в Камдене, Лондон. 15 мая в своём Instagram-аккаунте она разместила фотографию мужчин, позирующих в куртках, на которых было изображение лица Барнетт из видео «Papi Pacify»; фотографию Барнетт подписала как «coming soon… <3» (с англ. — «скоро… <3»), намекая на предполагаемый выпуск летом либо мерча, либо EP3. В своём интервью Complex, опубликованном в июне, девушка заявила, что изменила название мини-альбома на Melissa, а его выход состоится в течение двух месяцев. Она подтвердила, что в него войдут песни «Glass & Patron», «Mothercreep», «I’m Your Doll», «Figure 8» и «In Time».

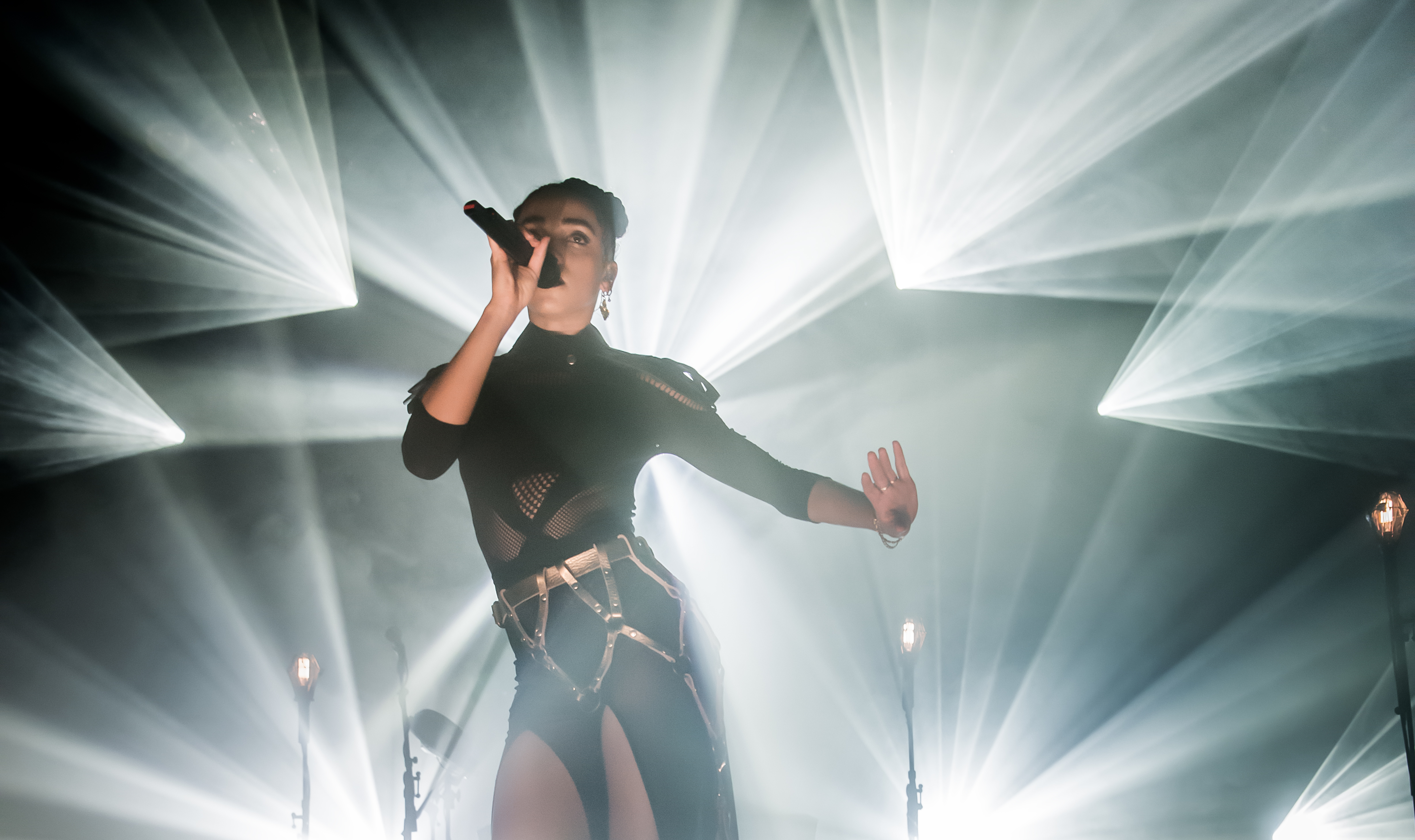
Выступление Барнетт в Берлине в марте 2015 года

EP со стилизованным названием M3LL155X был выпущен 13 августа 2015 года, вместил все пять анонсированных треков и был сопровождён короткометражкой из четырёх музыкальных видео («Mothercreep» экранизации не получила), которые были срежиссированы самой Барнетт и включали изображения беременности, секс-кукол, воугинга и Мишели Лами. Название мини-альбома читается как «Мелисса», и назван он так в честь «личной женской энергии» артистки. Запись встретила признание критиков.
18 февраля 2016 года Барнетт представила песню и музыкальное видео «Good to Love». Премьера песни состоялась ранее на Soundtrack 7 — её семидневной резиденции на Манчестерском международном фестивале, проходившем в июле 2015 года. Она также исполнила эту песню в программе «Вечернее шоу с Джимми Фэллоном» от 24 февраля. 9 июля на московском фестивале «Ласточка» Барнетт представила новое сценическое шоу, названное Radiant Me², где исполнила три ранее нигде не звучавшие песни.
В августе 2016 года состоялась премьера танцевального фильма Soundtrack 7. Срежиссированный Барнетт, фильм был создан, исполнен и снят на месте в течение семи дней на Манчестерском международном фестивале в 2015 году. Позже она занималась рекламной работой, отвечая за режиссуру, повествование и лично снимаясь в рекламе Nike, а также танцуя в рекламе Apple для смарт-динамика Apple HomePod, получив таким образом всемирную узнаваемость.

### 2018—2020:Magdalene
В 2018 году Барнетт появилась в альбоме Testing рэпера ASAP Rocky, отметившись гостевым участием в песне «Fukk Sleep».
24 апреля 2019 года певица выпустила сингл «Cellophane», её первый релиз с выпуска «Good to Love» в 2016 году. В сентябре Барнетт анонсировала, что её второй студийный альбом, спродюсированный совместно с Николасом Джааром, среди прочих, будет озаглавлен Magdalene; 9 сентября в поддержку альбома был выпущен второй сингл с него — «Holy Terrain», записанный при участии Фьючера. 7 октября Твигс выпустила третий сингл, «Home with You», и объявила, что выпуск альбома будет отложен до 8 ноября. Четвёртый сингл, «Sad Day», вышел 4 ноября.
Magdalene был выпущен 8 ноября 2019 года, как и планировалось, получив повсеместное признание критиков. Альбом занял первое место в четырёх подводящих итоги года списках (The A.V. Club, Clash, Now и Time) и оказался в пятёрке лучших в семи других. В один день с выпуском альбома состоялась коммерческая премьера фильма «Милый мальчик», в котором Барнетт сыграла застенчивую девушку. Фильм получил положительные отзывы критиков.
В августе 2020 года Барнетт появилась во вдохновлённом OnlyFans музыкальном видео на песню «Sum Bout U», которую вместе с ней записал рэпер-мем 645AR. 28 августа состоялась премьера музыкального видео «Sad Day», которое срежиссировал Хиро Мурай. В сентябре Барнетт номировали на премию UK Music Video Awards 2020 по четырём позициям; позже «Sad Day» забрало награду за лучшую операторскую работу в видео.
В октябре Барнетт приняла участие в виртуальном чате из серии Grammy Museum’s Programs at Home (с англ. — «Домашние программы музея „Грэмми“»). Во время чата она рассказала, что «только что закончила» новый альбом, который она сделала в основном в сотрудничестве с испанским музыкантом и продюсером Эль Гинчо, а также с другими коллабораторами, многих из которых она впервые увидела благодаря видеозвонкам по FaceTime. В ноябре британская певица Дуа Липа провела прямую трансляцию концерта под названием Studio 2054, на который Барнетт была приглашена выступить как гость. Во время выступления Барнетт обе артистки затизерили свою предстоящую коллаборацию под названием «Why Don’t You Love Me».

### 2021 — настоящее время:Caprisongsи грядущий третий студийный альбом
25 января 2021 года Барнетт анонсировала сингл «Don’t Judge Me», записанный при участии рэпера с севера Лондона по имени Хеди Уан и продюсера Фред Эген, который был выпущен на следующий день вместе с видео, срежиссированным совместными усилиями голландско-ганского режиссёра Эммануэля Аджея и её самой.
В тот же день она приняла участие в записи эпизода подкаста с Луи Теру и обсудила свои предыдущие известные отношения и грядущий альбом, заявив: «Всё это осуществлялось через интернет… У меня больше коллабораций и гостей в этом альбоме, чем когда-либо прежде». В феврале она охарактеризовала альбом как «„going out“ album» (с англ. — «альбом — „выход в свет“») и раскрыла, что в нём будут коллаборации с нигерийской афробитс-звездой Ремой, британским многообещающим хип-хоп-артистом Па Салю и поп-любимицей Дуа Липой (как позже выяснится, совместная песня с последней в альбом в итоге по какой-то причине не попадёт). Несколько дней спустя Барнетт в интервью британской актрисе и сценаристке Микейле Коул рассказала о том, что она изменила нераскрытое изначальное название грядущей пластинки, поскольку один известный артист дал такое же название своему немузыкальному проекту. В майском интервью Vogue Барнетт сообщила, что у альбома нет установленной даты выхода, но ей определённо хочется выпустить его летом 2021-го, «пока светит солнце». В июле 2021 года Барнетт срежиссировала музыкальное видео для сингла Корлесса «White Picket Fence».
Барнетт присоединилась к официальному серверу FKA twigs в Discord в сентябре 2021 года и поделилась подробностями о предстоящей записи. Барнетт подтвердила, что проект представляет собой микстейп, и назвала продюсеров проекта: Эль Гинчо, Корлесс и Арка, с которыми певице доводилось работать ранее, сама она, а также новые коллабораторы — американский хип-хоп-продюсер Майк Дин и канадский поп-продюсер Серкут.
Барнетт выпустила сингл «Measure of a Man», записанный при участии британского рэпера Сентрал Си, 18 ноября 2021 года; эта песня звучит в саундтреке к фильму «King’s Man: Начало». Трек «Tears in the Club», записанный при участии канадского певца Уикнда, вышел 16 декабря. Песня стала первым релизом Талии на Atlantic Records и послужила лид-синглом к её микстейпу Caprisongs, который был выпущен 14 января 2022 года. Caprisongs также включает в себя гостевые появления Па Салю, Дэниела Сизара, Ремы, Джорджи Смит, Анноун Ти, Дистопии и Шайгерл. Барнетт была удостоена награды Godlike Genius на церемонии вручения наград BandLab NME Awards 2022 в марте, где она также исполнила песни «Meta Angel» и «Tears in the Club». Кроме того, в апреле она появилась на микстейпе Янг Лина Stardust.
16 июня 2022 года Барнетт выпустила «Killer», лид-сингл к своему грядущему третьему студийному альбому. Песня — о «рисках, на которые вы идёте ради любви», и о том, как «последствия разбитого сердца могут определить траекторию человека гораздо сильнее, чем красота самой любви». Барнетт представила песню, исполнив её вживую на концерте из серии Tiny Desk NPR. Музыкальное видео «Killer», в котором Барнетт исполняет хореографию вместе с Ароном Пипером на пляже в Португалии, было срежиссировано Йоанном Лемуаном и выпущено 20 июля 2022 года.
24 января 2025 года вышел третий студийный альбом FKA Twigs – Eusexua.

## Музыкальный стиль
Барнетт обладает вокальным диапазоном сопрано. Её музыка описывалась как «жанроизгибающая», основанная на различных жанрах, таких как электронная музыка, R&B, трип-хоп, хоровая музыка, индастриал и авангард. В свои песни и музыкальные видео девушка инкорпорирует элементы афрофутуризма. Карен Винтгес из Амстердамского университета охарактеризовала стиль выступлений Барнетт «порношикарным» и отметила, что та «отказывается соответствовать стандартным нормам гетеросексуальной красоты». В своей коллаборации с рэпером 645AR артистка исследовала художественную ценность секс-работы.
Её работы сравнивают с Трики, а также с Кейт Буш, Джанет Джексон, the xx и Massive Attack. Автор Pitchfork Филип Шерберн сравнил её вокал с придыханием и электронный стиль продакшена на LP1 с Сиарой, The Weeknd и Бионсей. The Wall Street Journal описал её как «наследницу футуристических R&B-муз, таких как Алия, Мисси Эллиотт и других, находящихся под прогрессивным влиянием продюсера Тимбаленда». Variety писал, что её музыка была «мрачно-авангардной, агрессивной и атмосферной», добавив, что её «душа, сравнимая с выжженной землёй, из LP1 2014 года и Magdalene 2019 года позиционирует её как нечто среднее между Билли Холидей и Siouxsie and the Banshees» с продакшеном Ли «Скретча» Перри. Согласно Slate, «её звук уникален — мелизматический фальцет поверх битов, которые в равной степени и жуткие, и успокаивающие». В 2020 году The New York Times отметила: «В последние годы Твигс, которой сейчас 32 года, начала направлять своё стремление к авангардным инновациям и технической виртуозности для более глубокого исследования тем боли и неуверенности», открывая простор для сопоставлений с Джанелл Моней, Фионой Эппл, Соланж и Ланой Дель Рей. Что касается её отношения к славе и применения разных образов на сцене и в музыке, Саймон Критчли поставил её рядом с Дейвидом Боуи.
Барнетт сказала: «Я не ограничена каким-либо музыкальным жанром. Мне нравится экспериментировать со звуками, генерировать эмоции, помещая свой голос в определённую атмосферу… <…> Я нашла свой собственный способ играть панк. Мне нравятся звуки индастриала и инкорпорирование звуков повседневной жизни, таких как автомобильная сигнализация». Ранее её ассоциировали с тегом «альтернативный R&B», хотя сама она отказывалась от ярлыка «R&B» из-за ассоциаций с её расой:
Это всё потому, что я смешанной расы. Когда я впервые издала музыку, и никто не знал, как я выгляжу, комментарии были такого плана: «Я никогда не слышал(а) ничего подобного, это вне жанровых канонов». А когда спустя шесть месяцев появилась моя фотография, сразу — R&B-певица. Я разделяю определённые звуковые потоки с классической музыкой; моя песня «Preface» — похожа на гимн. Итак, давайте проговорим это. Если бы я была белой и блондинкой — и сказала, что всё время хожу в церковь, вы бы говорили о «хоровом аспекте». Но вы не говорите об этом, потому что я девушка смешанной расы из южного Лондона.
Первыми певцами и певицами, оказавшими влияние на Барнетт, были Билли Холидей, Элла Фицджеральд и Марвин Гей. Когда Талия начала сочинять песни, она хотела воссоздавать музыку, которая ей нравилась: «Каждый кусочек музыки, которую я сочиняла, звучала как пародия на Siouxsie and the Banshees или Адама Анта. Но благодаря этому я и открыла себя». В интервью после того, как Барнетт попала в шорт-лист премии Mercury Prize 2014 года, она назвала Germ Free Adolescents от X-Ray Spex своим любимым альбомом всех времён.

## Личная жизнь
В сентябре 2014 года Барнетт начала встречаться с актёром Робертом Паттинсоном. Пара, которая была помолвлена, разорвала отношения летом 2017 года. В результате их отношений Барнетт стала жертвой громких случаев расистских и сексистских оскорблений в интернете.
В мае 2018 года Барнетт сообщила, что в декабре 2017 года ей сделали операцию по удалению шести фиброзных опухолей из матки. Она описала опыт как «ежедневное существование с миской фруктов боли [внутри]» и салютовала мужеству других женщин с такими же проблемами со здоровьем.
Барнетт состояла в отношениях с американским актёром Шайей Лабафом с середины 2018 года по май 2019 года. Они познакомились на съёмках фильма «Милый мальчик». В декабре 2020 года она подала иск против Лабафа в суд Лос-Анджелеса, обвинив его в насильственных действиях сексуального характера, нападениях и причинении дистресса на протяжении их отношений. В своём ответе Лабаф заявил, что он был «абьюзивным» по отношению к себе и окружающим «в течение многих лет», что ему «стыдно» и что он «просит прощения у тех, кого обидел». Позже Лабаф отверг все обвинения Барнетт.

## Дискография
Студийные альбомы
- LP1 (2014)
- Magdalene (2019)
- Eusexua (2025)

Микстейпы
- Caprisongs (2022)

Мини-альбомы
- EP1 (2012)
- EP2 (2013)
- M3LL155X (2015)

## Фильмография

### Фильмы
| Год  | Название        | Роль                                  | Ремарка         |
| ---- | --------------- | ------------------------------------- | --------------- |
| 2015 | M3LL155X        | Режиссёр                              | Короткометражка |
| 2019 | «Милый мальчик» | Застенчивая девушка                   |                 |
| 2020 | Sad Day         | Мечница                               | Короткометражка |
| 2024 | «Ворон»         | Шелли Вебстер, невеста Эрика Дрейвена |                 |
| 2025 | «Мать Мария»    |                                       | Постпродакшен   |
| TBA  | Brighton Beach  |                                       | Постпродакшен   |

### Музыкальные видео
| Название                        | Год  | Артист(ы)      | Режиссёр(ы) | Прим.                          |
| ------------------------------- | ---- | -------------- | ----------- | ------------------------------ |
| «Traktor»                       | 2010 | Ретч 32        | Бен Ньюман  | [ 113 ]                        |
| «Do It Like a Dude»             | 2010 | Джесси Джей    | Эмиль Нава  | [ 22 ]                         |
| «Price Tag»                     | 2011 | Джесси Джей    | Эмиль Нава  | [ 23 ]                         |
| «You Need Me, I Don’t Need You» | 2011 | Эд Ширан       | Эмиль Нава  | [ 114 ]                        |
| «Yeah Right»                    | 2011 | Дионн Бромфилд | Эмиль Нава  | [ 115 ]                        |
| «Time to Dance»                 | 2012 | The Shoes      | Дэниел Вулф | [ 116 ]                        |
| «Bliss»                         | 2022 | Yung Lean      |             | [ источник не указан 232 дня ] |